# Luigi Giussani
Luigi Giussani (* 15. Oktober 1922 in Desio bei Mailand; † 22. Februar 2005 in Mailand) war katholischer Priester und Gründer der Bewegung Comunione e Liberazione.

## Leben

### Kindheit
Giussanis Mutter Angela führte ihn in den Glauben ein, während sein Vater Beniamino, der aus einer Künstlerfamilie stammte und Holzschnitzer und Restaurator war, Giussani beständig anhielt, sich nach dem Warum, nach dem Grund der Dinge zu fragen.
Als Zehnjähriger besuchte er das Knabenseminar seiner Heimatdiözese.

### Studium
Später setzte Giussani seine Studien an der theologischen Fakultät von Venegono fort. Venegono prägte Giussani eigenen Angaben zufolge wegen der kulturellen Bildung, der menschlichen Beziehungen zu einigen Lehrern, und weil er sich dort mit Kollegen wie Enrico Manfredini, dem späteren Erzbischof von Bologna, berufen fühlte, „mit Blick auf die Welt und für die Welt“.
Hierzu gehörte auch die Lektüre des italienischen Dichters Giacomo Leopardi. Mit einigen seiner Dichtungen begleitete Giussani eigenen Angaben zufolge bisweilen die Meditation nach der Eucharistie.
Als junger Mann gründete Giussani, gemeinsam mit einigen Kommilitonen, eine Art Hauszeitschrift mit dem Titel Studium Christi. Sie wurde zum Mitteilungsblatt einer Studiengruppe mit dem Anliegen, „die zentrale Bedeutung Christi für das Verständnis jedes Wissensbereichs zu entdecken“.

### Priestertum
Im Jahr 1945 wurde er zum Priester geweiht und widmete sich schließlich dem Unterricht am Seminar von Venegono. Dabei spezialisierte er sich auf das Studium der östlichen, insbesondere der slawophilen, sowie der protestantischen amerikanischen Theologie und vertiefte die Frage nach der vernünftigen Begründung einer Zustimmung zum Glauben und zur Kirche.
Mitte der 1950er Jahre gab er den Unterricht im Seminar auf, um im Gymnasium zu unterrichten.
In jener Zeit entstand auch die studentische Jugendgruppe „Gioventù Studentesca“ (GS – aus der später CL entstand), an deren Leitung sich Giussani ab 1954 beteiligte.
Von 1964 an übernahm er bis zu seiner Emeritierung im Jahre 1990 den Lehrstuhl für Einführung in die Theologie an der Katholischen Universität vom Heiligen Herzen in Mailand. Bei mehreren Studienaufenthalten in den Vereinigten Staaten vertiefte er überdies seine Kenntnisse der protestantischen amerikanischen Theologie.
Giussani war eine erfahrungsbezogene Religiosität wichtig, für die der Glaube kein ‚zaghaftes Ahnen‘, sondern eine Tatsache ist.

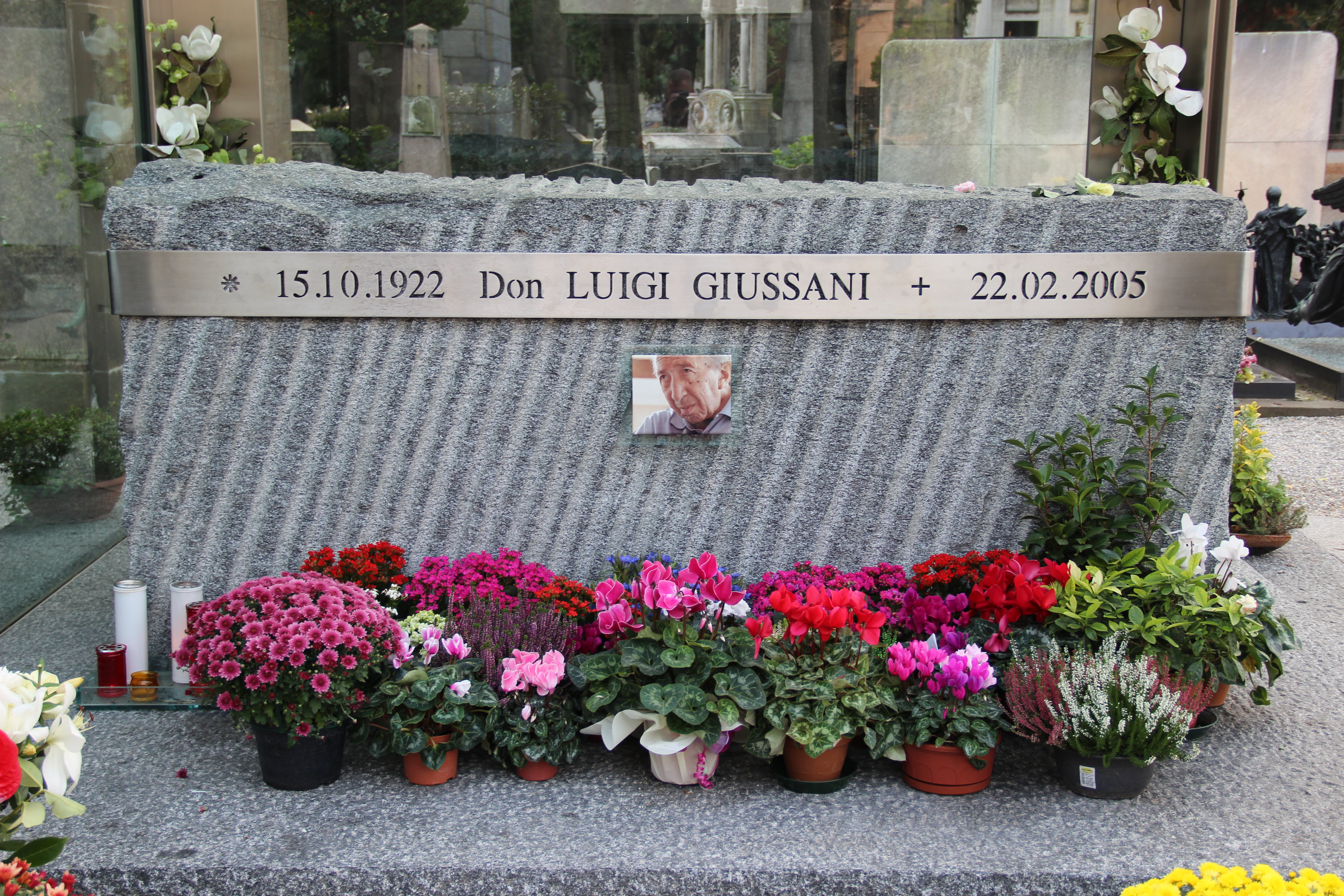
Grabstelle Don Luigi Giussani auf dem Cimitero Monumentale (Mailand)

Am 22. Februar 2005 verstarb Don Luigi Giussani in Mailand im Alter von 82 Jahren. Das Requiem hielt Joseph Kardinal Ratzinger, der spätere Papst Benedikt XVI.

## Comunione e Liberazione
Im Jahr 1968 entstand unter seiner Leitung seine Bewegung neu unter dem Namen Comunione e Liberazione (Gemeinschaft und Befreiung), deren (Laien-)Fraternität 1982 durch Papst Johannes Paul II. die offizielle kirchenrechtliche Anerkennung zuteilwurde und der heute weltweit etwa 100.000 Gläubige angehören. Johannes Paul II. verlieh Msgr. Giussani am 9. November 1983 auch den Titel „Päpstlicher Ehrenprälat“.

## Zitate
- „Ich fühle mich nicht als Gründer von Comunione e Liberazione“ (dt.: Gemeinschaft und Befreiung).
- „Mein ganzes Leben habe ich nur versucht, den katholischen Glauben, der mir von meiner Mutter und von meinen Lehrern im Seminar mitgeteilt worden ist, zu leben.“